# Typ Aniara
Der Typ Aniara der Reederei Wallenius wurde in einer Serie von fünf Einheiten gebaut. Es waren die ersten als solche geplanten und gebauten Autotransporter moderner Prägung.

## Einzelheiten
Der Entwurf der Aniara und ihrer Schwesterschiffe wurde durch das Schiffskonstruktionsbüro Fartygskonstruktionen in Uddevalla nach Weisungen und Vorentwürfen der Reederei Wallenius ausgeführt. Die Reederei hatte seit 1955 mit den herkömmlich zu beladenen Autotransportern Rigoletto, Traviata und Jakara Erfahrungen gesammelt und setzte mit der Konstruktion erstmals das RoRo-Prinzip für Neubauten dieses Schiffstyps um. Der eigentliche Bau der Serie wurde 1963 bei der Lödöse Varf in Lödöse und der Ekensbergs Varv in Stockholm in Auftrag gegeben. Die Lödöse-Werft lieferte das Typschiff Aniara am 13. Dezember 1963 an seine Auftraggeber ab, einen Tag zuvor war dort auch die Oberon vom Stapel gelaufen. Die Namen der fünf Schiffe orientierten sich, wie bei Wallenius üblich, an Musikstücken – hier an Opern Aniara, Oberon, Elektra, Porgy und Bess.
Die Aniara und ihre Schwestern wurden zunächst für Wallenius im Autotransport in Nord- und Ostsee eingesetzt und in den Jahren von 1967 bis 1972 wieder veräußert. Zwei der Schiffe gingen an die Reederei Scandinavian Motorships Ab Stockholm, die ursprünglich auch ein Schiff des Typs geordert hatte, zwei weitere (die erstgebaute Aniara und der Abschlussbau Bess) wurden von der Reederei Halidan Limited aus Hamilton auf den Bermudas übernommen und das fünfte Schiff wurde nach Südafrika verkauft. Die Aniara fuhr ab 1984 nach weiteren Verkäufen und Namenswechsel als Choroni für die US-amerikanische Reederei Welcome Maritime Company unter Venezuela-Flagge und kenterte am 17. Juli 1984 im puerto-ricanischen Hafen San Juan. Das Schiff wurde gehoben und am 17. Januar 1985 zum Totalverlust erklärt. Genau ein Jahr darauf schleppte man das Schiff zum Abbruch nach Santo Domingo. 1985 kenterte und sank auch das Schwesterschiff Oberon. Zwei weitere Schiffe der Baureihe gingen durch Schiffsbrände verloren, nur die ehemalige Elektra, das einzige von der Ekensbergs-Werft gebaute Schiff der Serie blieb deutlich länger in Fahrt, wurde 2003 aufgelegt aber erst 2020 unter dem Namen Orlik verschrottet.

## Technik
Der Schiffsentwurf war als RoRo-Frachtschiff mit zusätzlichem Ladegeschirr und achtern angeordnetem Deckshaus ausgelegt. Der Ballenrauminhalt des Laderaums beträgt 3767 m3 und ist mit drei Decks versehen, die über ein Rampensystem miteinander verbunden sind. Die Unterraumdecks sind nur 1,75 Meter hoch, das Zwischendeck kann im Bereich der Luken jedoch mit Klappdecks in zwei Ebenen oder mit Fahrzeugen bis zu 4,00 Metern Höhe beladen werden, was den Transport von Lkw ermöglicht. An Deck sind zwei offene Wagenplattformen aufgebaut, wobei das Hauptdeck für die Beladung mit Lkw und Großbehältern verstärkt ausgeführt wurde. Der normale Zugang zum Laderaum erfolgt durch eine Fahrzeugrampe im klappbaren Steven des Schiffs. Durch die Einrichtung mit Lukendeckeln und Ladebäumen war der Schiffstyp auch für herkömmlichen Ladungsumschlag in der Papierfahrt einsetzbar. Die Konstruktion des Bugvisiers, das bei abgeladenem Schiff unten bis in die Wasserlinie ragte, war verhältnismäßig aufwändig, da die Schiffe im Hinblick auf den ganzjährigen Einsatz insbesondere in der Ostsee mit hoher Eisklasse konstruiert waren.
Der Antrieb der Schiffe besteht aus einem MWM-Achtzylinder-Viertakt-Dieselmotor mit einer Leistung von 1300 PS. Der Motor ermöglicht eine Geschwindigkeit von etwa zwölf Knoten. Die An- und Ablegemanöver werden durch einen KaMeWa-Verstellpropeller und ein besonders großes Ruder unterstützt.

## Die Schiffe
| Die Schiffe des Typ Aniara | Die Schiffe des Typ Aniara | Die Schiffe des Typ Aniara | Die Schiffe des Typ Aniara | Die Schiffe des Typ Aniara             | Die Schiffe des Typ Aniara |
| Bauname                    | Ablieferung/Baujahr        | Bauwerft/ Baunummer        | IMO-Nummer                 | Auftraggeber                           | Umbenennungen und Verbleib |
| -------------------------- | -------------------------- | -------------------------- | -------------------------- | -------------------------------------- | --- |
| Aniara                     | 13. Dezember 1963          | Lödöse/139                 | 5414775                    | Rederi A/B Wallstar, Stockholm         | 1971 Apollo New Brunswick, 1972 Roro New Brunswick, 1975 Leon, 1975 Ciudad De Leon, 1980 Aniara, 1984 Choroni, 1984 gekentert, 1985 gehoben und 1986 abgebrochen                                                   |
| Oberon                     | 23. April 1964             | Lödöse/140                 | 6402975                    | Rederi A/B Wallstar, Stockholm         | 1972 Jeanne R.E., 1979 Sinno M.E., am 28. Juni 1985 etwa eine Seemeile vor Barcelona gekentert und gesunken |
| Elektra                    | 10. Juni 1964              | Ekensbergs/231             | 6409686                    | Rederi A/B Wallenco, Stockholm         | 1972 Sergel, 1973 Nopal Sea, 1975 Alpha Carrier, 1980 Aegean Polyvos, 1983 Olympos, 1984 Maris, 1985 Otelo, 1986 Mirian, 1989 Carolina, 1991 Anteo, 1991 Kalba III, 1996 Mount I, 2002 Orlik und 2020 abgebrochen. |
| Porgy                      | August 1964                | Lödöse/141                 | 6413522                    | Bertil Bernadotte af Wisborg, Wallhamn | 1969 Greta Delport, 1978 Deborah D., am 16. Dezember 1984 in Nickerie in Brand geraten, daraufhin im Fluss Corantijn auf Grund gesetzt und dort ausgebrannt                                                        |
| Bess                       | 28. Januar 1965            | Lödöse/142                 | 6423383                    | Bertil Bernadotte af Wisborg, Wallhamn | 1971 Apollo Newfoundland, 1972 Roro Newfoundland, 1975 Alpha Transporter, 1980 Aegean Star, 1981 Cuernavaca, Maschinenraumbrand am 16. Juni 1983 im Hafen Buenaventura, dort 1984 in situ verschrottet             |
| Equasis, grosstonnage      |                            |                            |                            |                                        | |